# كجة
الكُجَّةُ أو البِلْية أو الكِلّة أو الدعبلّة أو الالبنان أو المصاقيل أو الكرات الزجاجية هي لعبة كروية صغيرة عادة ما تصنع من الزجاج أو الصلصال أو الصلب أو البلاستيك أو العقيق. وتختلف كرات البلي في حجمها. يتراوح قطر الكرات الأكثر شيوعًا من 1\2 بوصة تقريبًا إلى بوصة (من 1.3 إلى 2.6 سنتيمتر)، ولكن قد يكون قطرها أقل من 1\30 بوصة (0.111 سنتيمتر) إلى أكثر من 3 بوصات (7.75 سنتيمتر)، في حين أن بعض كرات البلي الفنية التي تُستخدم
لأغراض العرض يزيد عرضها عن 12 بوصة (30 سنتيمتر). ويمكن استخدام كرات البلي في مجموعة متنوعة من الألعاب تسمى البلي. وغالبًا ما يتم تجميعها، إما للاحتفاظ بها كذكرى أو لألوانها الجمالية.

## معلومات تاريخية
نشأت كرات البلي في حضارة هارابان في باكستان بجوار نهر السند. وتم العثور على مجموعة متنوعة من كرات البلي أثناء التنقيب بجوار موهينجو دارو. وكثيرًا ما ذكرت كرات البلي أيضًا في الأدب الروماني، وهناك العديد من الأمثلة على كرات البلي من مصر القديمة. وعادة ما كانت تصنع هذه الكرات من الصلصال أو الزجاج وكثيرًا ما يشار إليها على أنها «لعبة زجاجية».
دخلت كرات خزف الإنتاج الشامل غير المكلف في سبعينات القرن التاسع عشر.

## ألعاب البلي

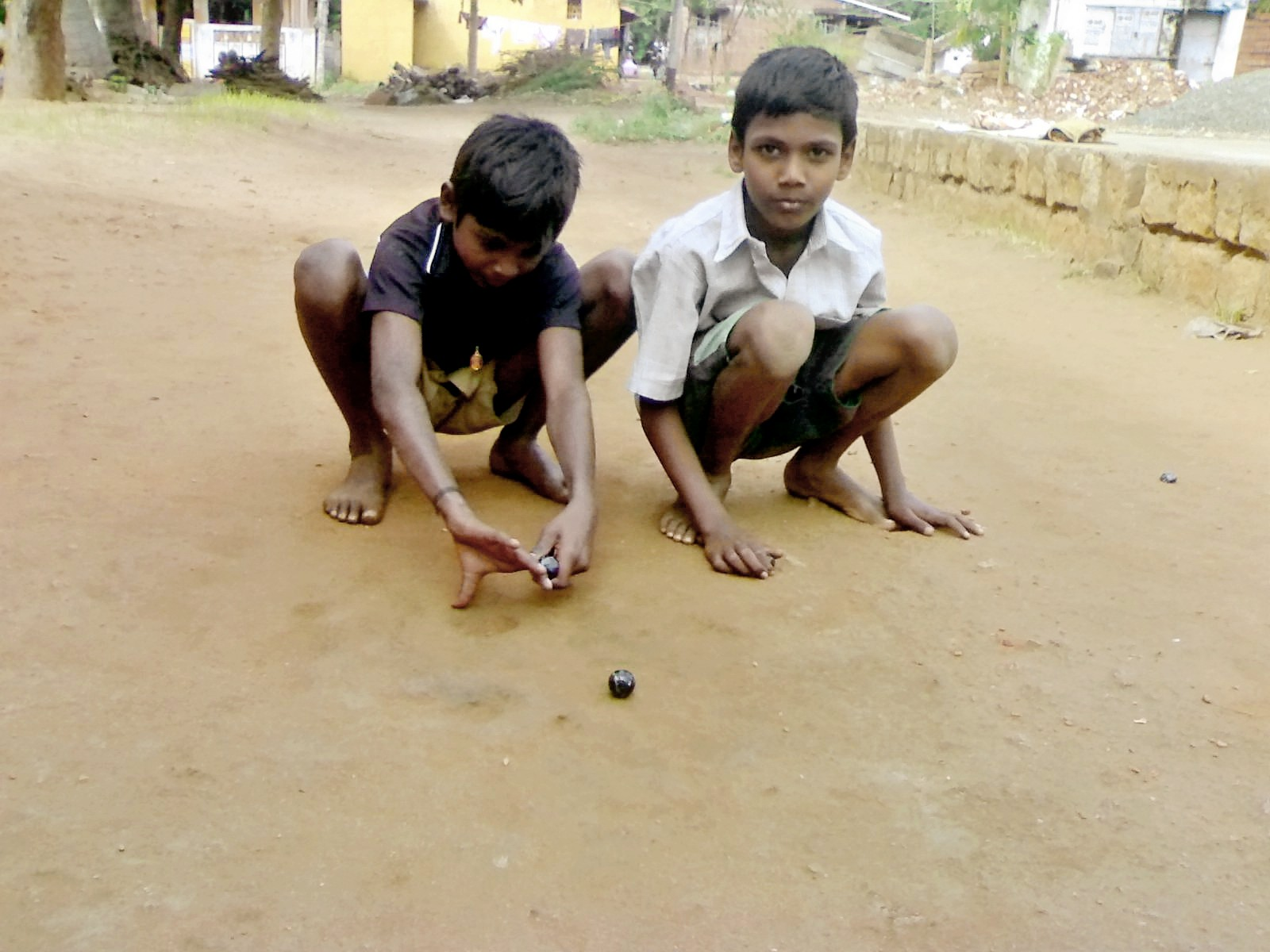
طفل هندي من تامل نادو يلعب بكرات البلي

يمكن ممارسة مجموعة متنوعة من الألعاب باستخدام كرات البلي؛ وأي من هذه الألعاب يمكن تسميتها «البلي» (انظر أيضًا مرماة والقناني الخشبية والبولينج).
تتضمن إحدى هذه الألعاب رسم دائرة في الرمال، وفيها يصدم اللاعب كرات البلي الخاصة بلاعب آخر ليخرجها من الدائرة عن طريق كرته. وتسمى هذه اللعبة بـقارع البلي ولكنها معروفة أيضًا بأسماء أخرى. وهناك صور أخرى للعب بكرات البلي منها رمي البلية على الهدف أو في حفرة في الأرض (مثل رولي أو حفرة رولي). وهناك لعبة بكرات البلي نطاقها واسع وقد يتناوب المنافسون فيها على ضرب بلية المنافس من أجل الفوز. وهناك خطة جيدة وهي رمي البلية حتي تنزل في مكان محاط بشيء أو في موقع صعب إذا كان لا بد من فقدان الهدف. ويتم وضع قواعد جديدة دائمًا كما هو الحال مع كثير من ألعاب الأطفال، وغالبًا ما يكون لكل مجموعة نمط اللعب الخاص بها وكثيرًا ما تُطوع اللعبة بحسب البيئة الموجودة فيها. وعلى الرغم من أن لعبة البلي كانت منتشرة في كل مكان وجذبت الصحافة إلى بطولات الدوري المحلية لهذه اللعبة، إلا أن شعبيتها تضاءلت في عصر التليفزيون.

## وصلات خارجية
- World Marbles Federation